# Феодосійська єпархія УПЦ (МП)
Феодосійська єпархія — єпархія УПЦ (МП), яка об'єднує парафії й монастирі на території Феодосії, Керчі, Судака та Ленінського району АР Крим.
7 червня 2022 року РПЦ незаконно включила єпархію у склад своєї Кримської митрополії.

## Історія
Кафа, старовинна Феодосія — центр генуезьких володінь у Північному Причорномор'ї була єпархіальним центром католицької єпархії. Католицькі єпископи в Кафі відомі від 1318 року. Німецький мандрівник Штильберг в 1421 році пише, що в Кафі три єпископи: католицький, вірменський і грецький, розуміючи під грецьким, скоріше всього, митрополита Сугдеї, який випадково опинився там.
Місто зі змішаним населенням, яке складалося переважно з греків і вірмен, і за панування в ньому католиків генуезців виявилося родючим ґрунтом для унії. Тому поява тут уніатського єпископа була цілком очікуваною. Перша згадка уніатського єпископа відноситься до 1464 року. Після його смерті в 1468 році волею папи Римського й за сприяння титулярного уніатського патріарха Константинополя Віссаріона на Кафську кафедру був призначений архієпископ Амасійський Пахомій, але дорогою в 1470 році був убитий розбійниками. В 1472 єпископом Кафи став кафський священник Миколай. Призначений згідно папської булли для християн Кафи і Солдаї (Сугдеї), він отримав найменування Фульського. Однак дістатися своєї кафедри він зміг тільки в кінці 1474 року, а в 1475 році Кафа була захоплена османами.
Окрім католиків і уніатів у місті була велика кількість вірменів, які належали до Вірменської апостольської церкви, але багато з них приймали католицизм.
Католицька єпархія навряд збереглася після завоювання Кафи османами, втім, від 1493 до 1644 відомі імена восьми католицьких єпископів Кафи, які, однак, у місті ніколи не були й впливу на його населення не мали.. Імовірно така ж участь спіткала й уніатську. Розорення міста, яке послідувало за його захопленням, не позбавило значення цей важливий пункт кримського узбережжя. Тому не дивно, що через незначний проміжок часу місто було відновлене вже під владою нових господарів.

### Кафська митрополія
До створення православної Кафської митрополії місцеве православне населення огодовувалося митрополитом Сугдеї. Православна єпархія Константинопольської церкви виникла тут вже за турецького панування, в 1485 році.
Перший відомий Кафський владика, митрополит Софроній, згадується в 1546 році.
В 1616 році до Кафської єпархії була приєднана Сугдейська і Фульська. З того часу єпархія отримала найменування Кафської і Фульської. Першим митрополитом Кафським і Фульським став Митрофан.
В 1666 році єпархія була передана в управління митрополитів Амасійських, а в 1678 році — приєднана до Готфійської митрополії, причому Готфійські митрополити деякий час мали резиденцію в Кафі. Титул Кафського (в пізнішій формі «Кефайського») увійшов до титулатури Готфійських владик: його носив і останній з них, святитель Ігнатій Маріупольський в другій половині XVIII століття, і зберіг його при переході до юрисдикції Російської церкви.

### Феодосійське і Маріюпільське вікаріатство
7 березня 1787 року в місті, при Введенському храмі, була відроджена своя єпископська кафедра, як напівсамостійне вікаріатство Катеринославської єпархії для огодовування православних греків, які стали активно переселятися в межі Російської імперії в ці роки. Вікаріатство отримало назву «Феодосійського і Маріупольського» в зв'язку з тим, що Маріуполь слугував останнім місцем перебування останнього єпископа стародавньої Готської кафедри. Служити єпископам Феодосійським було дуже важко: відсутність пастви, писемних священників, знайомих з устроєм російського церковного управління, велика обмеженість у засобах. Буквально по крихтах відновлювалося церковне життя півострова.
Незабаром, хоча Феодосійські владики зберегли колишній титул, їх місцеперебування було переведено під Карасу-Базар (зараз Білогірськ). тут вікарії перебували в облаштованому князем Потьомкіним Таврійському палаці від 1791 року й до скасування кафедри 16 жовтня 1799 року.
В 1917 році або трохи пізніше Феодосійське вікаріатство було відновлене, але до початку 1930-х зникло.
31 травня 2010 було створене титулярне Кафське вікаріатство Корсунської єпархії з місцем перебування у Франції. В тому ж році єпархія виявилася незаміщеною й скасованою.

### Феодосійська єпархія
20 грудня 2012 року єпархія була знову відроджена рішенням синоду РПЦвУ, шляхом виділення зі складу Сімферопольської в межах Феодосійського й Керченського благочинь.

## Єпископи

### Кафська митрополія (Константинопольський патріархат)
- Софроній — згадано в 1546 році
- Іоасаф — згадано в 1590 році
- Яків — згадано в 1604 році
- Митрофан — 1616—1631 (зг. червень 1616)
- Парфеній — 1631—1644 (зг. серпень 1631)
- Кирило — липень 1644 — листопад 1655
- Мелетій — червень 1656—1666)
- 1666—1678 — в/у митрополитами Амасійськими

### Феодосійське і Маріюпільське вікаріатство Катеринославської єпархії (напівсамостійне)
- Дорофей (Возмуйлов)[ru] (2 травня 1787 — 10 вересня 1790)
- Мойсей (Гумілевський)[ru] (5 червня 1791 — 5 жовтня 1792)
- Іов Потьомкін (27 лютого 1793 — 13 травня 1796)
- Гервасій (Лінцевський) (29 травня 1796 — 7 січня 1798)
- Христофор (Сулима) (18 квітня 1798 — 16 жовтня 1799)

### Феодосійське вікаріатство Таврійської (Кримської) єпархії
- Андрій (Одинцов) (1917—1919)
- Кирило (Соколов)[ru] (9 грудня 1921—1922) єпархією не керував
- Дмитро (Абашидзе) (1922 — липень 1924), в/у, б. Таврійський на покої
- Іоан (Петропавловський) (1926—1927)
- Григорій (Лєбєдєв)[ru] (травень 1928) призначення не прийняв
- Діонісій (Прозоровський)[ru] (12 грудня 1928 — 8 липня 1930)
- Костянтин (Дяков) (1929) в/у, архієп. Харківський

### Кафське вікаріатство Корсунської єпархії
- Нестор (Сиротенко)[ru] (5 вересня — 24 грудня 2010)

### Феодосійська єпархія
- Платон (Удовенко) (від 20 грудня 2012)

## Монастирі
- Кизилташський Стефано-Сурозький монастир (чоловічий; Краснокам'янка, Феодосія)
- Катерлезький Свято-Георгіївський монастир (жіночий; Катирлез, Ленінський район)

## Благочиння
- Феодосійське
- Керченське